# Maják Skarð
Maják Skarð (islandsky: Skarðsviti) stojí na poloostrově Vatnsnes na východním pobřeží fjordu Miðfjörður v severní části Islandu v regionu Norðurland vestra asi sedm kilometrů severně od Hvammstangi.

## Historie
Výstavba majáku začala v roce 1950. Stavbu věže navrhl islandský architekt Axel Sveinsson. Maják zahájil činnost v roce 1951. Zdrojem světla byl benzínový plamen. V roce 1980 byl elektrifikován a v roce 1992 plně automatizován.  Okolí majáku je dostupné, věž je nepřístupná.

## Popis
Maják stojí na útesu a označuje východní stranu vstupu do fjordu Miðfjörður. 
Bílá válcová věž vysoká 14 metrů je zakončena ochozem s červenou lucernou. Stejné konstrukce je i maják Æðey (Æðeyjarviti) z roku 1949.

### Data
Maják je sektorový, vysílá světlo bílé, červené a zelené v sektoru 355°až 190°.
- Výška světelného zdroje: 53 m n. m.
- Charakteristika: Fl(3) WRG 30  s
- Dosvit: 16 nm (bílé světlo), 12 nm (červené a zelené světlo)

- Sektory: 355°–64° zelené, 64°–94°červené,94°–151 zelené, 151°–157° bílé, 157°–169° červené, 169°–176° bílé, 176°–190° zelené, 190°–355° bez světla (zatemnění).[6]

- ARLHS ICE-083
- VIT-140
- Admiralty L4628
- NGA 18672